# Llista d'apòstates de l'islam
Aquesta llista d'apòstates de l'islam identifica persones famoses que, durant un període de la seva vida, han estat musulmans però que després han abandonat l'islam sia per convertir-se a una altra religió o bé per adoptar actituds irreligioses. Segons certes interpretacions d'aquesta religió, l'apostasia és un acte que pot ser castigat amb la pena de mort.

## Conversos a una altra religió abrahàmica

### Conversos alcristianisme

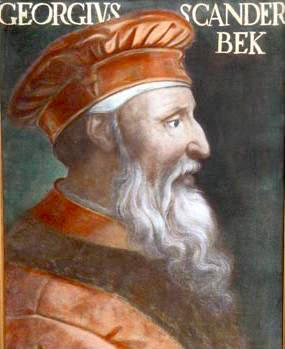
El príncep albanès, Skanderbeg convertit del cristianisme a l'islam però després retornat a la fe cristiana

- Magdi Allam - Periodista d'Itàlia especialitzat en afers musulmans.[3]
- Bahaa el-Din Ahmed Hussein el-Akkad - Antic xeic musulmà d'Egipte.[4]
- Hussain Andaryas - Activista cristià afganès i televangelista.[5]
- Josephine Bakhita - Santa catòlica originària de Darfur, Sudan.[6]
- Sarah Balabagan - Ciutadana filipina empresonada als Emirats Àrabs Units entre 1994 i 1996.[7]
- Abo de Tbilisi - Activista cristià i sant patró de la ciutat de Tbilisi, Geòrgia.[8]
- Don Juan de Pèrsia - Persona que va viure a finals del segle xvi i principis del xvii.[9]
- Utameshgaray de Kazan - Khan de Kazan.[10]
- Yadegar Moxammat de Kazan - Darrer kan de Kazan.[10]
- Saïd Borhan - Khan de Qasim del 1627 al 1679.[10]
- Simeon Bekbulàtovitx - Khan de Qasim.[10]
- La família Sibirsky - La més important de les famílies descendents de Genguis Kan, de la branca xibànida, resident a Rússia.[11]
- Maria Temrjukovna - Princesa circassiana i segona muller d'Ivan IV de Rússia, nascuda en un entorn musulmà i batejada dins de l'Església Ortodoxa Russa el 21 d'agost de 1561.[12]
- La família Xihab - Destacada família noble libanesa vinculada en principi a l'islam sunnita, però convertida al cristianisme a finals del segle xviii.[13]
- Jacob Frank - Dirigent religiós jueu del segle XVIII que va afirmar ser la reencarnació de l'autoproclamat messies Sabatai Seví i també del rei David. Frank va convertir-se públicament a l'islam el 1757 i després al cristianisme el 1759 a Polònia, però, en realitat, va presentar-se com el messies d'una derivació sincrètica del messianisme de Sabbatai Seví, avui dia denominada Frankisme.[14]
- Walid Shoebat - Escriptor americà i antic membre de l'OAP.[15]
- Hassan Dehqani-Tafti - Bisbe anglicà a l'Iran entre 1961 i 1990.[16]
- Ibrahim Ben Ali - Soldat, metge i un dels primers pioners americans d'origen turc.[17]
- Nonie Darwish - Escriptora i comunicadora americana d'origen egipci.[18]
- Mehdi Dibaj - Pastor iranià i activista cristià.[19]
- Eldridge Cleaver - Escriptor, lluitador pels drets civils i destacat dirigent dels Panteres Negres. Va convertir-se al mormonisme.[20][21]
- Ghorban Tourani - Antic musulmà sunnita iranià que esdevingué clergue cristià; després de moltes amenaces de mort, fou segrestat i assassinat el 22 de novembre del 2005.[22]
- Jean-Bédel Bokassa - Dictador de la República Centreafricana (del cristianisme a l'islam i de nou al cristianisme).[23]

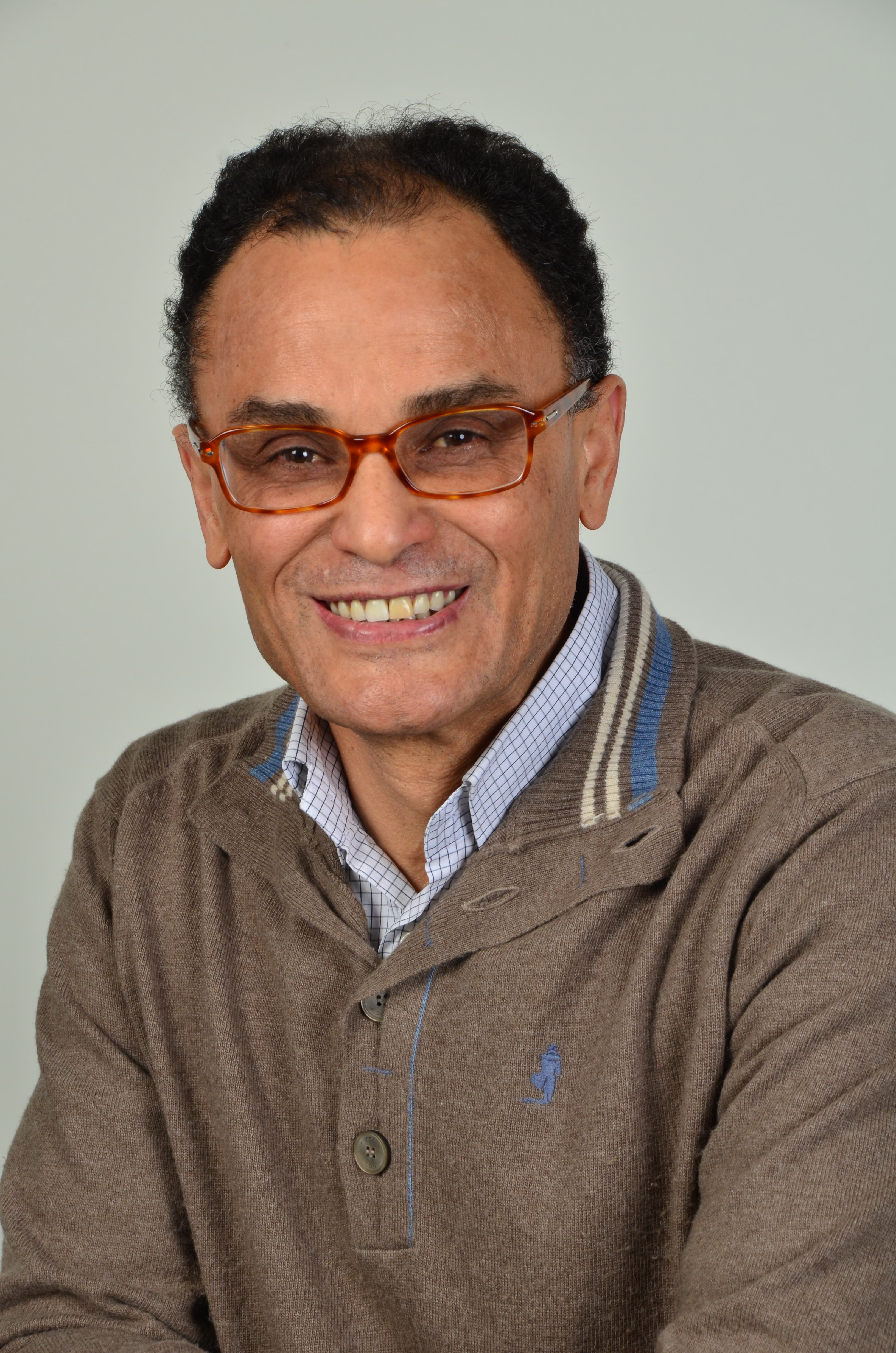
El periodista italià Magdi Allam convertit al catolicisme durant la vetlla pasqual del 2008 celebrada pel papa Benet XVI

- Patrick Sookhdeo - Canonista anglicà del Regne Unit[24]
- Mark A. Gabriel - Escriptor egipci i estudiós de l'islam[25]
- Akbar Gbaja-Biamila - Jugador de futbol americà.[26][27]
- Alexander Kazembek - Orientalista i filòleg rus d'origen àzeri.[28]
- Kabeer Gbaja-Biamila - Jugador de futbol americà.[26]
- Qadry Ismail - Jugador de futbol americà.[29]
- Raghib Ismail - Jugador de futbol americà.[30]
- Tunch Ilkin - Jugador de futbol americà.[31]
- Lina Joy - El seu desig que la seva conversió fos reconeguda va acabar en un litigi als tribunals de Malàisia.[32]
- Carlos Menem - Ex-president de l'Argentina. Educat en l'islam però convertit al catolicisme, la religió oficial de l'Argentina, a causa de les seves aspiracions polítiques.[33]
- Marina Nemat - Escriptora canadenca d'origen iranià i antiga presonera política al seu país natal. Nascuda dins d'una família cristiana va convertir-se a l'islam per evitar ser executada però després va tornar al cristianisme.[34]
- George Weah - Jugador de futbol liberià (del cristianisme a l'islam i de nou al cristianisme).[35]
- Momolu Dukuly - Ministre d'afers estrangers de Libèria.[36]
- Nazli Sabri - reina consort d'Egipte.[37][38]

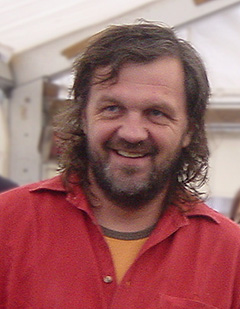
El dia de Sant Jordi del 2005 el director de cinema bosnià Emir Kusturica va abandonar l'islam per batejar-se en l'Església Ortodoxa Sèrbia

- Tuğçe Kazaz - Model turca que fou Miss Turquia el 2001.[40]
- Begum Samru - Poderosa aristòcrata del nord de l'Índia, que governava una regió de Sardhana, Uttar Pradesh.[41]
- Abdul Rahman - Afganès convertit al cristianisme que se salvà de la pena de mort gràcies a la pressió internacional.[42]
- Mathieu Kérékou - President de Benín (del cristianisme a l'islam i de nou al cristianisme).[43]
- Sheikh Deen Muhammad - viatger, cirurgià i empresari anglo-indi que va introduir l'ús del xampú al Regne Unit, on va fundar-hi un restaurant de plats preparats de curry; fou també el primer indi a escriure un llibre en anglès.[44][45]
- Kitty Kirkpatrick - Filla de James Achilles Kirkpatrick, resident a Hyderabad i de Khair-un-Nissa, una aristòcrata Hyderabadi.[46]
- Emily Ruete, nascuda Sayyida Salme - Princesa del sultanat de Zanzíbar i d'Oman.[47][48][49]
- Emir Kusturica - Cineasta i actor bosnià.[39][50]
- Daniel Ali - Escriptor, publicista i estudiós de l'islam kurd de l'Iraq; actiu en cercles catòlics, protestants i de corrents messiànics del judaisme.[51][52]
- Alexander Bekovitx-Txerkassky - Militar rus d'origen circassià que va dirigir la primera expedició militar russa a l'Àsia central.[53]
- Umar ibn Hafsun - Cap d'una revolta a l'Àndalus contra els omeies. Hafsun va convertir-se al cristianisme juntament amb els seus fills i va governar durant uns quaranta anys en algunes valls properes a Bobastro.[54]
- Casilda de Toledo - Santa catòlica.[55]
- Santes Alòdia i Nuniló - Germanes màrtirs cristianes executades per apòstates durant el regnat d'Abd al-Rahman II.[56]
- Aureli i Natàlia - Màrtirs cristians executats per apòstates durant el regnat d'Abd al-Rahman II[57]
- Leocrícia de Còrdova - Noble cordovesa convertida i executada al regnat de Muhàmmad I.
- Bernat, Gràcia i Maria d'Alzira - Germans valencians, Bernat va fer-se monjo cistercenc i va convertir les seves germanes; van morir executats el 1181 a Alzira.
- Johannes Avetaranian, nascut Muhammad Shukri Efendi - Missioner cristià turc descendent de Mahoma.[58]
- Paul Mulla - Estudiós turc i professor d'estudis islàmics al Pontifici Institut d'Orient.[59]
- Hamid Pourmand - Antic coronel iranià i dirigent laic de la Jama'at-e Rabbani, la branca iraniana de les esglésies de les Assemblees de Déu a l'Iran.[60]
- Donald Fareed - Clergue i teleevangelista iranià.[61]
- Daveed Gartenstein-Ross - Fiscal i expert en contraterrorisme (del judaisme a l'islam i, després, al cristianisme).[62][63]
- Ibrahim Abdullah - Antic terrorista de l'OAP.[64]
- Zachariah Anani - Antic milicià sunnita libanès[65]
- Malika Oufkir - Escriptora, activista i antiga presonera marroquina.[66]
- Ruffa Gutierrez - Actriu, model i reina de bellesa filipina (del cristianisme a l'islam i de nou al cristianisme)[67]
- Fadhma Aït Mansour - Mare dels escriptors francesos Jean Amrouche i Taos Amrouche.[68]
- Imad ud-din Lahiz - Escriptor sobre temes islàmics i traductor de l'Alcorà.[69]
- Dr. Nur Luke - Traductor uigur de la Bíblia.[70]
- Hakan Tastan and Turan Topal - Dos turcs convertits al cristianisme jutjats el 2006 sota les acusacions d'insults a la turquicitat i d'incitació a l'odi de l'islam.[71]
- Mohammed Hegazy - Primer egipci convertit de l'islam al cristianisme que demanà al govern egipci el reconeixement de la seva conversió.[72]
- Francis Bok - Activista americà d'origen sudanès, (del cristianisme a l'islam i de nou al cristianisme)[73]
- Josef Mässrur, nascut Ghäsim Khan - Missioner al Turquestan xinès dins de la Unió Missionera de Suècia.[74]
- Gulshan Esther - Conversa pakistanesa.[75]
- Ubayd-Al·lah ibn Jahx - Germà de Zàynab bint Jahx, una de les mullers de Mahoma i un dels homes de la sahaba (companys del Profeta).[76]
- Jabalah ibn al-Aiham - Darrer governant dels gassànides a Síria i Jordània durant el segle vii. Després de la conquesta àrab de la Mediterrània oriental, el 638 va convertir-se a l'islam però després va tornar al cristianisme i va residir a Anatòlia fins a la seva mort (645).[77]
- Constantí l'Africà - Musulmà culte de Bagdad que va morir el 1087 com a monjo de Monte Cassino.[78][79]
- Estevanico - Amazic que participà en l'exploració castellana dirigida per Alvar Núñez Cabeza de Vaca del sud-oest de l'Amèrica del Nord.[80]
- Abraham de Bulgària - Sant i màrtir de l'Església Ortodoxa Russa.[81]
- Sant Adolf - Màrtir cristià executat per apòstata juntament amb el seu germà Joan durant el regnat de l'emir Abd al-Rahman II de Còrdova.[82]
- Nasir Siddiki - Evangelista, escriptor i assessor de negocis canadenc.[83]
- Matthew Ashimolowo - Pastor i evangelista britànic d'origen nigerià.[84]
- Stefan Razvan - Príncep gitano que va governar Moldàvia durant sis mesos el 1595.[85]
- Skanderbeg - Cabdill militar albanès, va convertir-se a l'islam però després va tornar al cristianisme.[2]
- Amir Sjarifuddin - Dirigent socialista indonesi que esdevingué el segon primer ministre d'Indonèsia durant la seva revolució nacional.[86]
- Dr.Thomas Yayi Boni - President de Benín.[87]
- Al-Mu'eiyyad - Príncep abbàssida i tercer fill del califa al-Mutawàkkil. Va convertir-se al cristianisme, juntament amb els seus tres homes de confiança, arran de la prèdica de sant Teodor d'Edessa; després del seu baptisme, acceptà el nom de Joan[88][89]
- Sheikh Ahmed Barzani - Cap de la tribu dels barzani, establerta al Kurdistan del Sud i germà gran del dirigent nacionalista kurd Mustafa Barzani. Va anunciar la seva conversió al cristianisme el 1931 durant una revolta contra el govern.[90]
- Rudolf Carl von Slatin - Soldat anglo-austríac i administrador del Sudan (del cristianisme a l'islam i de nou al cristianisme).[91]
- Shams Pahlavi - Princesa iraniana germana del xa Mohammad Reza Pahlavi.[92]
- Saye Zerbo - President de la República de l'Alt Volta (actualment, Burkina Faso).[93]
- Zaïda de Sevilla - Princesa d'al-Andalus que potser fou amant del rei Alfons VI de Lleó.[94]

### Conversos aljudaisme
- Reza Jabari - Israelià nascut a l'Iran que va segrestar un vol entre Teheran i l'illa iraniana de Kays el setembre del 1995 mentre treballava com a assisent en el vol 707 de la companyia Kish Air.[95]

### Conversos a lafe bahà'í
Aquests foren seguidors del Bahà'u'llàh a l'època que va fundar la fe bahà'i. Eren antics musulmans.
- Bahà'u'llàh - Va proclamar ser el profeta anunciat pel Bàb amb la qual cosa va fundar la Fe Bahà'i.[96]
- Mírzá Abu'l-Fadl - Distingit estudiós bahá'í que va difondre aquesta fe a Egipte, Turcmenistan, i als Estats Units. Un dels pocs apòstols de Bahà'u'llàh que mai no va conèixer-lo en persona.[97]
- Mishkín-Qalam - Un dels dinou apòstols del Bahà'u'llàh, com també un famós cal·lígraf iranià del segle xix.[96]
- Táhirih - Poetessa persa i teòloga de la fe babí a l'Iran.[98]
- Nabíl-i-A`zam - Historiador i un dels dinou apòstols del Bahà'u'llàh[96]
- Hají Ákhúnd - Nomenat Mà de la causa, i identificat com un dels dinou apòstols del Bahà'u'llàh.[96]
- Ibn-i-Abhar - Nomenat Mà de la causa, i identificat com un dels dinou apòstols del Bahà'u'llàh.[96]
- Mírzá Mahmúd - Destacat seguidor del Bahà'u'llàh.[96]
- Núrayn-i-Nayyirayn - Dos germans que foren decapitats a la ciutat d'Esfahan el 1879.[96]

## Irreligiosos

### Ateus

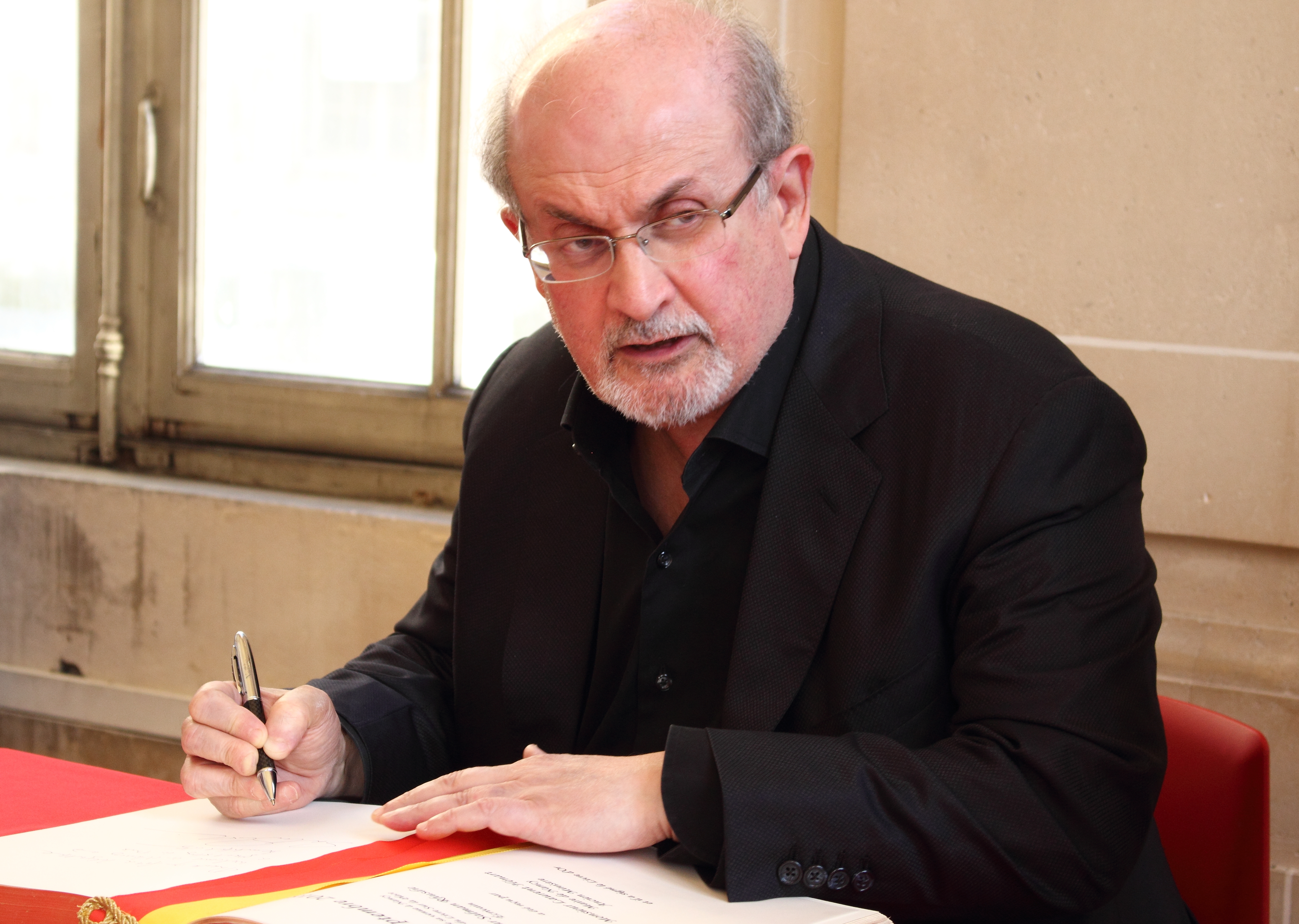
Salman Rushdie, autor de Els versos satànics.

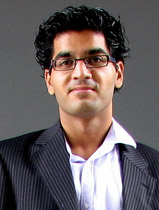
Ehsan Jami, ex-musulmà i polític holandès, va ser un dels fundadors del Comitè Central per als Ex-Musulmans

- Ayaan Hirsi Ali - Holandesa nascuda a Somàlia, escriptora, feminista i política.[101]
- Ismael Adham - Escriptor i filòsof egipci.[102]
- Ali Soilih - Socialista revolucionari i president de les Comores.[103]
- Aziz Nesin - Popular humorista turc, autor de més de cent llibres.[104]
- Zackie Achmat - Sud-africà, lluitador contra la SIDA; fundador de la Treatment Action Campaign.[105]
- Humayun Azad - Escriptor i intel·lectual de Bangladesh.[106][107]
- Turan Dursun - Escriptor turc i estudiós de l'islam. És un antic mufti que ha escrit llibres crítics amb l'islam.[108]
- Ehsan Jami - Polític neerlandès, un dels fundadors del Comitè Central per als Ex-Musulmans.[100]
- Enver Hoxha - Dictador comunista que va proclamar Albània el primer estat ateu.[109]
- As'ad Abu Khalil - Professor libanès de ciència política a la California State University, Stanislaus. Es descriu a si mateix com un «ateu secularista.»[110][111]
- Al-Ma'arri - Filòsof, poeta i escriptor àrab cec.[112]
- Sarmad - Poeta i místic del segle xvii va marxar de Pèrsia cap a l'Índia, decapitat sota l'acusació d'heretgia per l'emperador mogol Aurangzeb. Sarmad va convertir-se del judaisme a l'islam i, després, a l'Hinduisme. Al final va rebutjar totes les religions i la creença en Déu.[113][114]
- Lounès Matoub - Cantant amazic de la Cabília.[115]
- Barack Obama, Sr. - Economista kenià i pare del president Barack Obama.[116]
- Ramiz Alia - Dirigent comunista albanès i expresident d'Albània.[117]
- Salman Rushdie - Escriptor i assagista anglo-indi.[99]
- Hassan Bahara – Escriptor neerlandès d'origen marroquí.[118]
- Hafid Bouazza - Escriptor neerlandès d'origen marroquí.[119][120]
- Hossein Derakhshan - Periodista i blocaire canadenc d'origen iranià.[121]
- Ismail Kadare - Escriptor albanès de renom mundial.[122]
- Omar Sharif - Actor egipci, protagonista de moltes pel·lícules de Hollywood.[123]
- Maryam Namazie - Comunista iraniana, activista política i dirigent de l'organització britànica d'apòstates "Consell d'Ex-Musulmans de la Gran Bretanya"[124]
- Naguib Mahfouz - Novel·lista egipci guanyador del Premi Nobel de Literatura de 1988, considerat un dels principals escriptors àrabs contemporanis.[125]
- Anwar Shaikh - Escriptor britànic d'origen pakistanès.[126]
- Zohra Sehgal - Actriu índia que ha aparegut en moltes pel·lícules tant en indi com en anglès.[127]
- Charles Wardle - Estudiant neozelandès i antic militant islamista de Lashkar-e-Taiba i Ansar al-Islam[128]
- Mirza Fatali Akhundov - Dramaturg i filòsof de l'Azerbaidjan que visqué al segle xix.[129]
- Taslima Nasrin - Escriptora de Bangladesh, feminista, lluitadora pels drets humans i humanista secular.[130]
- Parvin Darabi - Americana d'origen iranià, lluitadora pels drets de les dones.[131]

### Seculars
- Seema Mustafa - Periodista indi, editorialista polític i cap de la direcció a Delhi del diari The Asian Age.[132][133]
- Cenk Uygur - Principal col·laborador del programa d'entrevistes a la ràdio de to progressista Els Joves Turcs. És agnòstic.[134]
- Wafa Sultan - Psiquiatra americana nascuda a Síria i controvertida crítica de l'islam. Es declara "Humanista secular"[135][136]
- Ibn Warraq - Secularista britànic d'origen pakistanès i fundador de l'Institut per a la secularització de la Societat Islàmica[137]
- Mina Ahadi - Pacifista nascut a l'Iran, fundador de l'organització alemanya d'apòstates "Zentralrat der Ex-Muslime"[138]
- Younus Shaikh - Metge pakistanès, activista dels drets humans, racionalista i lliure pensador.[139]
- Ibn al-Rawandi - Un dels primers a mostrar-se escèptic amb l'islam.[140]
- Kemal Atatürk - Mariscal de camp, estadista, reformador laicista i autor turc; un deista o un ateu.[141][142][143][144][145][146][147][148][149][150]
- Ali Sina - Iranià resident al Canadà, fundador del lloc web Faithfreedom.org, que té com a objectiu ajudar els musulmans a abandonar l'islam.

## Conversos a una religió dhàrmica

### Conversos albudisme
- Tillakaratne Dilshan - Jugador de criquet de Sri Lanka.[151]
- Wong Ah Kiu - Ciutadana de Malàisia d'origen ètnic xinès i malai. Va ser educada en el budisme.[152]
- Kenneth Pai - Escriptor sino-americà d'ètnia hui.[153]

### Conversos a l'hinduisme

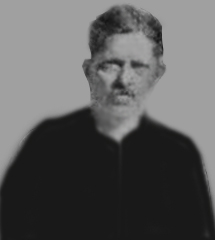
Harilal Gandhi en convertir-se a l'islam, prengué el nom d'"Abdullah Gandhi", però després tornà a l'hinduisme.

- Annapurna Devi - Intèrpret especialitzat a tocar el surbahar i professor de música dedicat a la tradició clàssica del Nord de l'Índia[155]
- Asha Gawli, nascuda Aisha - Muller d'Arun Gawli, famós gangster de Bombai esdevingut polític.[156]
- Bukka I - Rei de Vijayanagar que va convertir-se a l'islam però que tornà a l'Hinduisme.[157]
- Harihara I - Rei de Vijayanagar que va convertir-se a l'islam però que tornà a l'Hinduisme.[157]
- Haridas Thakura - Destacat místic Vaishnava que va tenir un paper clau en la formació i difusió del moviment Hare Krishna.[158]
- Netaji Palkar - Noble Maratha i comandant en cap de l'exèrcit de Shivaji, el 19 de juny de 1676.[159][160][161]
- Harilal Mohandas Gandhi - Fill de Mahatma Gandhi. En convertir-se a l'islam prengué el nom d'Abdullah Gandhi, però després tornà a l'Hinduisme.[154]
- Hassan Palakkode - Escriptor malai i estudiós de l'islam.[162]
- Ifa Sudewi - Jutge en cap dels judicis pels [atemptats de Bali] del 2002.[163]
- Khushboo Sundar - Actriu de cinema tamil.[164]
- Zubeida Begum Dhanrajgir - Actriu de cinema índia, en la vida de la qual es basa l'argument de la pel·lícula Zubeidaa.[165]

### Conversos alsikhisme
- Kuldeep Manak, nascut Latif Mohammed - Famós cantant del Punjab que, després de la seva conversió, va gravar càntics devocionals sikhs.[166]

## D'altres

### Fundadors de religions

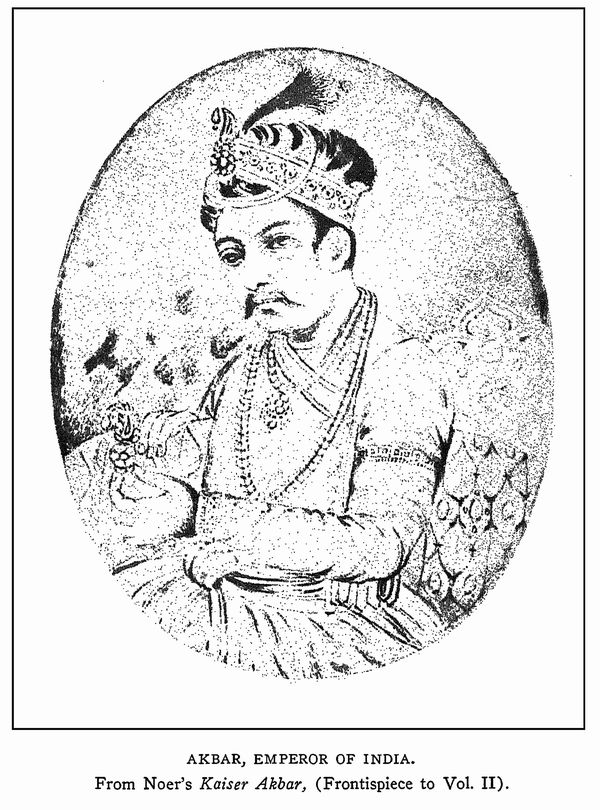
L'emperador mogol Akbar proclaimà que cap religió no posseïa la veritat absoluta. Aquesta idea va inspirar-li la creació del Dīn-i Ilāhī el 1581

- Riaz Ahmed Gohar Shahi – Fundador dels moviments espirituals Messiah Foundation International i Anjuman Serfaroshan-e-islam.[168][169]
- Akbar – Emperador mogol i fundador de Dīn-i Ilāhī, un moviment religiós que mai va sumar més de dinou seguidors.[167]
- Ariffin Mohammed - Fundador del Sky Kingdom que pretenia tenir una relació única amb Déu. Malgrat haver abjurat de l'islam el 2001, va afirmar que resultava compatible practicar la pròpia fer amb el fet de pertànyer al Regne del Firmament.[170]
- Báb - Fundador del Babisme. Després de la seva mort gairebé tots els seus seguidors acceptaren el Bahá'u'lláh.[171]
- Sàlih ibn Tarif - Segon rei de Berghouata. Va proclamar-se profeta/mahdí i va presentar el seu Alcorà.[172]
- Kabir - Poeta místic del segle XV i fundador del Kabirpanthi. Fill d'una vídua hingú de la casta dels brahmans però adoptat per un matrimoni musulmà sense fills, posteriorment va renunciar tant a l'Hinduisme com a l'islam.[173][174]
- Musàylima - Profeta de la tribu dels Banu Hanifa contemporani de Mahoma.[175]
- Dwight York - Escriptor afroamericà, dirigent supremacista negre, músic, convicte per abusos a menors i fundador de la doctrina religiosa denominada nuwaubianism.[176]

### De postura religiosa indeterminada
- Khalid Duran - Especialista en història, sociologia i política del món islàmic.[177]
- Charles Salvador - Criminal britànic que es proclama «el reclús més violent de la Gran Bretanya.»[178]
- David Hicks - Australià presoner a Guantanamo que va convertir-se a l'islam[179] notori al seu país d'origen pel seu suport a l'islam radical i per les circumstàncies que envoltaren la seva detenció; es creu que va abjurar de l'islam mentre estava detingut a Guantanamo.[180]
- Wesley Snipes - Actor i productor americà.[181]